# Portet
Pour les articles homonymes, voir Portet (homonymie).
Portet (en béarnais Portèth ou Pourtèth) est une commune française, située dans le département des Pyrénées-Atlantiques en région Nouvelle-Aquitaine.

## Géographie

### Localisation
La commune de Portet se trouve dans le département des Pyrénées-Atlantiques, en région Nouvelle-Aquitaine.
Elle se situe à 45 km par la route de Pau, préfecture du département, et à 34 km de Serres-Castet, bureau centralisateur du canton des Terres des Luys et Coteaux du Vic-Bilh dont dépend la commune depuis 2015 pour les élections départementales. 
La commune fait en outre partie du bassin de vie de Garlin.
Les communes les plus proches sont : 
Diusse (2,6 km), Verlus (2,7 km), Moncla (3,7 km), Mont-Disse (3,8 km), Tadousse-Ussau (3,9 km), Castetpugon (4,0 km), Conchez-de-Béarn (4,0 km), Aubous (4,2 km).
Sur le plan historique et culturel, Portet fait partie de la province du Béarn, qui fut également un État et qui présente une unité historique et culturelle à laquelle s’oppose une diversité frappante de paysages au relief tourmenté.

### Communes limitrophes
Les communes limitrophes sont  Castetpugon, Diusse, Mascaraàs-Haron, Moncla, Tadousse-Ussau, Verlus et Viella.
| Moncla          | Verlus (Gers)  | Viella (Gers) |
| Castetpugon     | Portet         |               |
| Mascaraàs-Haron | Tadousse-Ussau | Diusse        |

### Hydrographie

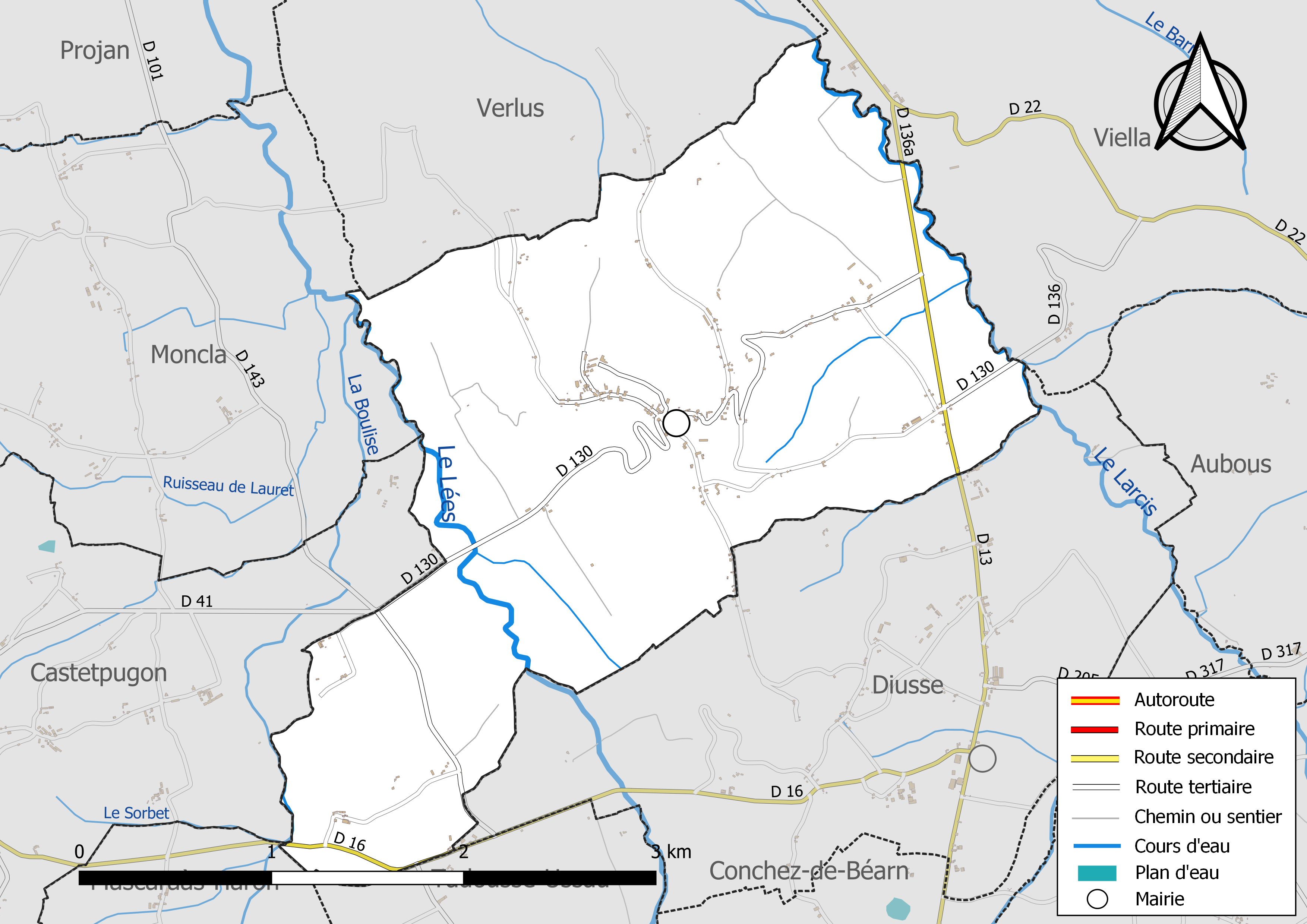
Réseaux hydrographique et routier de Portet.

La commune est drainée par le Léez, le Larcis, la Boulise et par divers petits cours d'eau, constituant un réseau hydrographique de 7 km de longueur totale,.
Le Léez (56 km) prend sa source dans la commune de Gardères, s'écoule du sud vers le nord et traverse le territoire communal dans sa partie ouest, constituant sur une petite section la limite communale avec Diusse et, plus au nord, avec Moncla. Il se jette dans l'Adour à Barcelonne-du-Gers, après avoir traversé 31 communes.
Le Larcis, d'une longueur totale de 34,8 km, prend sa source dans la commune de Luc-Armau, et s'écoule vers le nord-ouest. Il se jette dans le Léez à Projan, après avoir traversé 20 communes.

### Climat
Pour des articles plus généraux, voir Climat de la Nouvelle-Aquitaine et Climat des Pyrénées-Atlantiques.
Historiquement, la commune est exposée à un climat océanique aquitain.  
En 2020, Météo-France publie une typologie des climats de la France métropolitaine dans laquelle la commune est dans une zone de transition entre le climat océanique et le climat océanique altéré et est dans la région climatique Aquitaine, Gascogne, caractérisée par une pluviométrie abondante au printemps, modérée en automne, un faible ensoleillement au printemps, un été chaud (19,5 °C), des vents faibles, des brouillards fréquents en automne et en hiver et des orages fréquents en été (15 à 20 jours).
Pour la période 1971-2000, la température annuelle moyenne est de 13,4 °C, avec une amplitude thermique annuelle de 14,7 °C. Le cumul annuel moyen de précipitations est de 1 055 mm, avec 11,8 jours de précipitations en janvier et 7,3 jours en juillet. Pour la période 1991-2020, la température moyenne annuelle observée sur la station météorologique la plus proche, située sur la commune de Mont-Disse à 4 km à vol d'oiseau, est de 13,9 °C et le cumul annuel moyen de précipitations est de 1 010,8 mm,. Pour l'avenir, les paramètres climatiques de la commune estimés pour 2050 selon différents scénarios d'émission de gaz à effet de serre sont consultables sur un site dédié publié par Météo-France en novembre 2022.

### Milieux naturels et biodiversité
Aucun espace naturel présentant un intérêt patrimonial n'est recensé sur la commune dans l'inventaire national du patrimoine naturel,,.

## Urbanisme

### Typologie
Au 1er janvier 2024, Portet est catégorisée commune rurale à habitat très dispersé, selon la nouvelle grille communale de densité à sept niveaux définie par l'Insee en 2022.
Elle est située hors unité urbaine et hors attraction des villes,.

### Occupation des sols

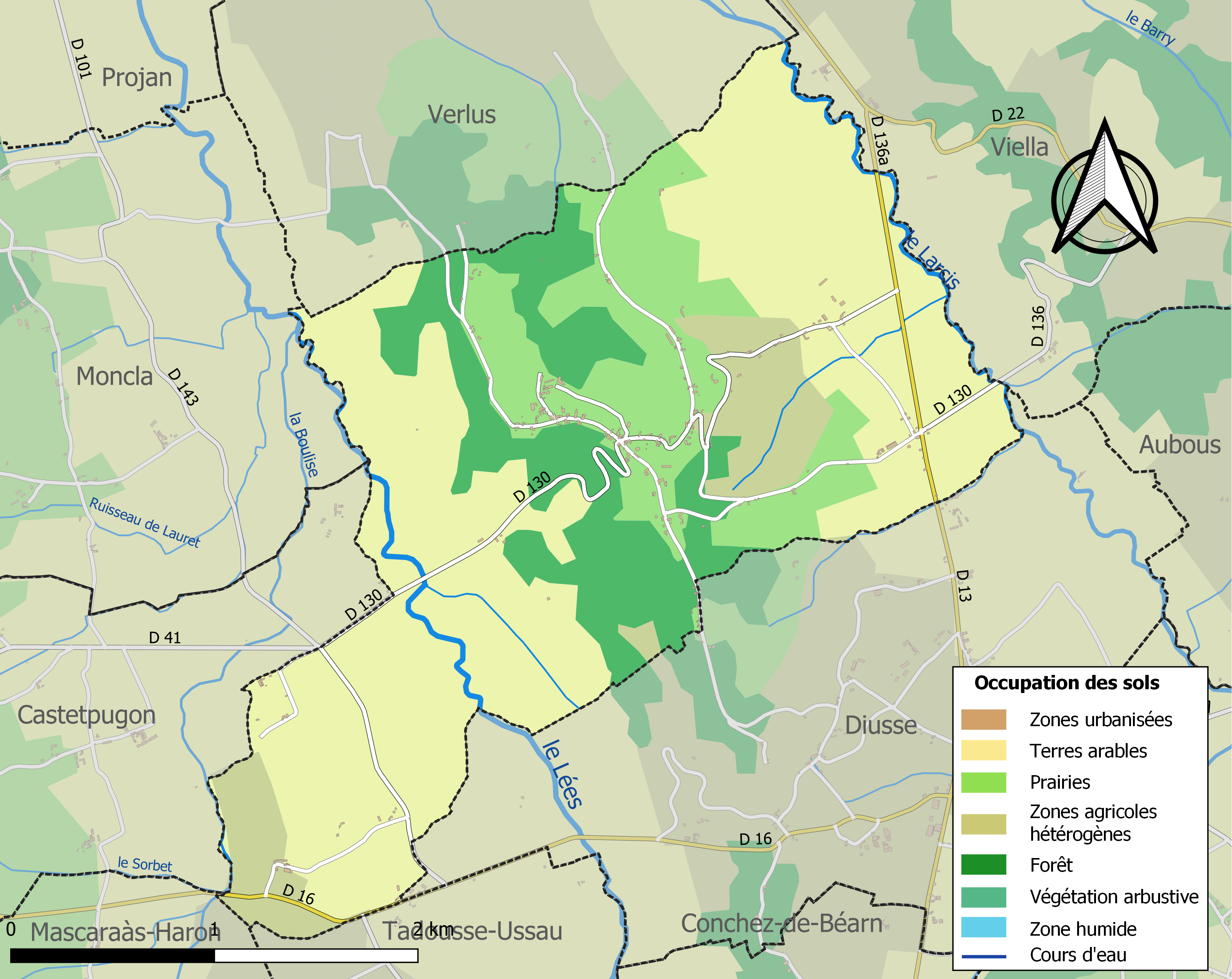
Carte des infrastructures et de l'occupation des sols de la commune en 2018 (CLC).

L'occupation des sols de la commune, telle qu'elle ressort de la base de données européenne d’occupation biophysique des sols Corine Land Cover (CLC), est marquée par l'importance des territoires agricoles (83,9 % en 2018), une proportion identique à celle de 1990 (83,9 %). La répartition détaillée en 2018 est la suivante : 
terres arables (57,1 %), prairies (17,9 %), forêts (16,1 %), zones agricoles hétérogènes (9 %). L'évolution de l’occupation des sols de la commune et de ses infrastructures peut être observée sur les différentes représentations cartographiques du territoire : la carte de Cassini (XVIIIe siècle), la carte d'état-major (1820-1866) et les cartes ou photos aériennes de l'IGN pour la période actuelle (1950 à aujourd'hui).

### Lieux-dits et hameaux
- Au Duc ;
- Caillou ;
- Guinlet ;
- Labarthe ;
- Laubious ;
- le Leez ;
- Maynat ;
- Quintaa ;
- Saint-Bertoumi.

### Voies de communication et transports
La commune est desservie par les routes départementales 13 et 130.

### Risques majeurs
Le territoire de la commune de Portet est vulnérable à différents aléas naturels : météorologiques (tempête, orage, neige, grand froid, canicule ou sécheresse), inondations et séisme (sismicité modérée). Un site publié par le BRGM permet d'évaluer simplement et rapidement les risques d'un bien localisé soit par son adresse soit par le numéro de sa parcelle.
Certaines parties du territoire communal sont susceptibles d’être affectées par le risque d’inondation par une crue à  débordement lent de cours d'eau, notamment le Léez et le Larcis. La commune a été reconnue en état de catastrophe naturelle au titre des dommages causés par les inondations et coulées de boue survenues en 1982 et 2009,.

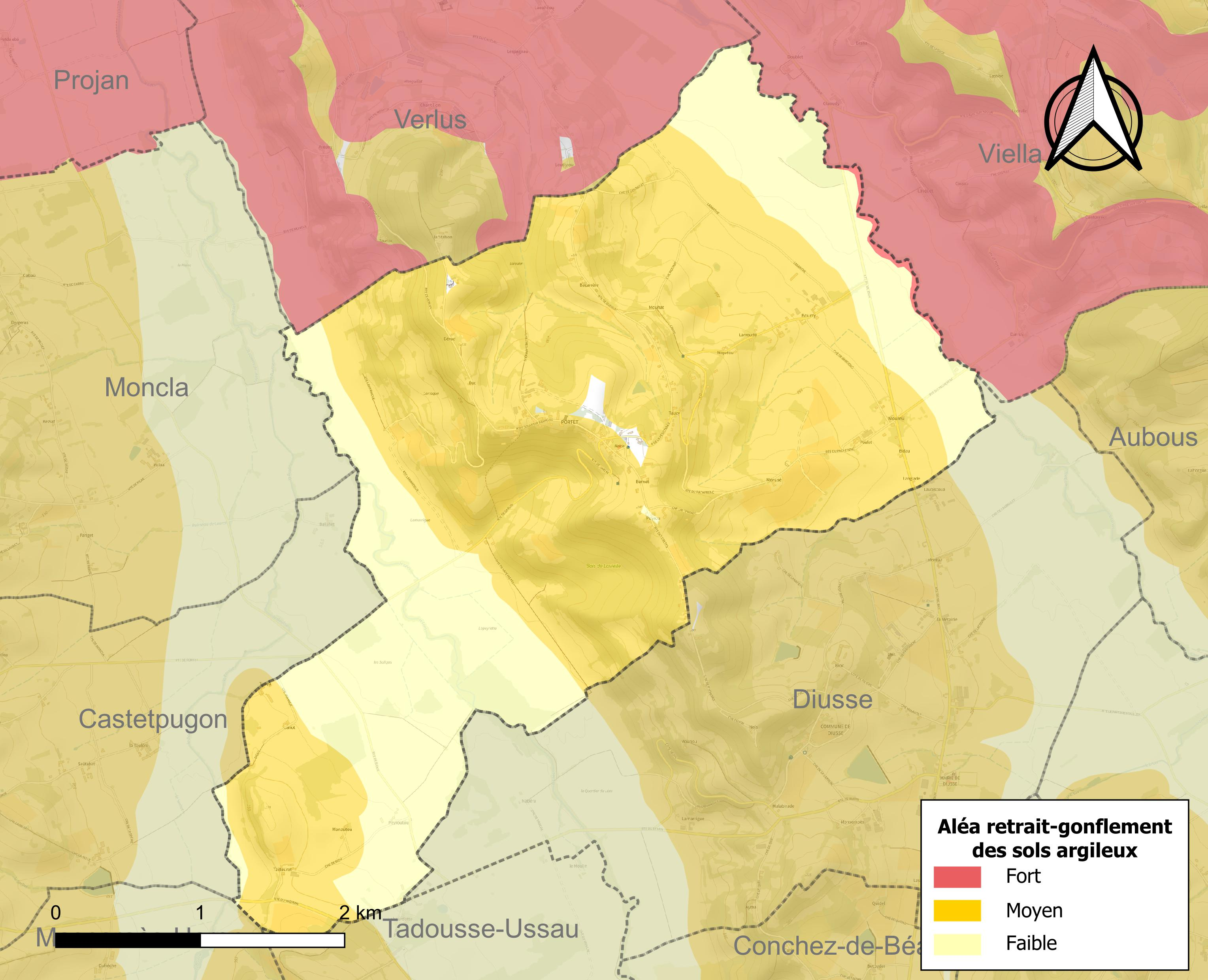
Carte des zones d'aléa retrait-gonflement des sols argileux de Portet.

Le retrait-gonflement des sols argileux est susceptible d'engendrer des dommages importants aux bâtiments en cas d’alternance de périodes de sécheresse et de pluie. 69,1 % de la superficie communale est en aléa moyen ou fort (59 % au niveau départemental et 48,5 % au niveau national). Depuis le 1er octobre 2020, en application de la loi ELAN, différentes contraintes s'imposent aux vendeurs, maîtres d'ouvrages ou constructeurs de biens situés dans une zone classée en aléa moyen ou fort,.

## Toponymie
Le toponyme Portet apparaît sous les formes Porteg (1385, censier de Béarn) et Saint-Laurens de Portet (1777, terrier de Portet).
Son nom béarnais est Portèth ou Pourtèth.

## Histoire
Paul Raymond note que la commune comptait une abbaye laïque, vassale de la vicomté de Béarn.
En 1385, on y comptait sept feux et la commune dépendait du bailliage de Lembeye.

## Politique et administration
| Période                                  | Période | Identité               | Étiquette | Qualité |
| ---------------------------------------- | ------- | ---------------------- | --------- | ------- |
| 1805                                     | 1812    | Michel Dabbadie        |           |         |
| 1813                                     | 1816    | Jean Dambielle         |           |         |
| 1816                                     | 1829    | Jacques Lavielle       |           |         |
| 1830                                     | 1840    | Jean Quintaa           |           |         |
| 1841                                     | 1865    | Jean Quintaa-Ramounou  |           |         |
| 1866                                     | 1874    | Nicolas Lavielle       |           |         |
| 1875                                     | 1881    | Jacques Laborde-Barbé  |           |         |
| 1881                                     | 1889    | Justin Quintaà         |           |         |
| 1995                                     |         | Jean-Pierre Malabirade |           |         |
| 2001                                     |         | Laurent Teulère-Maynat |           |         |
| 2008                                     |         | Jean-Pierre Malabirade |           |         |
| Les données manquantes sont à compléter. |         |                        |           |         |

### Intercommunalité
Portet fait partie de cinq structures intercommunales :
- la communauté de communes des Luys en Béarn ;
- le SIVU de la voirie de la région de Garlin ;
- le SIVU du Lées et affluents ;
- le syndicat d'énergie des Pyrénées-Atlantiques ;
- le syndicat intercommunal d'alimentation en eau potable Luy - Gavas - Lées.

## Population et société

### Démographie
L'évolution du nombre d'habitants est connue à travers les recensements de la population effectués dans la commune depuis 1793. Pour les communes de moins de 10 000 habitants, une enquête de recensement portant sur toute la population est réalisée tous les cinq ans, les populations de référence des années intermédiaires étant quant à elles estimées par interpolation ou extrapolation. Pour la commune, le premier recensement exhaustif entrant dans le cadre du nouveau dispositif a été réalisé en 2008.

En 2022, la commune comptait 162 habitants, en évolution de −4,71 % par rapport à 2016 (Pyrénées-Atlantiques : +3,78 %, France hors Mayotte : +2,11 %).
| 1793 | 1800 | 1806 | 1821 | 1831 | 1836 | 1841 | 1846 | 1851 |
| ---- | ---- | ---- | ---- | ---- | ---- | ---- | ---- | ---- |
| 407  | 533  | 594  | 593  | 535  | 636  | 610  | 628  | 575  |

| 1856 | 1861 | 1866 | 1872 | 1876 | 1881 | 1886 | 1891 | 1896 |
| ---- | ---- | ---- | ---- | ---- | ---- | ---- | ---- | ---- |
| 563  | 504  | 500  | 515  | 511  | 439  | 461  | 428  | 402  |

| 1901 | 1906 | 1911 | 1921 | 1926 | 1931 | 1936 | 1946 | 1954 |
| ---- | ---- | ---- | ---- | ---- | ---- | ---- | ---- | ---- |
| 407  | 401  | 403  | 334  | 334  | 302  | 301  | 255  | 237  |

| 1962 | 1968 | 1975 | 1982 | 1990 | 1999 | 2006 | 2008 | 2013 |
| ---- | ---- | ---- | ---- | ---- | ---- | ---- | ---- | ---- |
| 242  | 200  | 215  | 208  | 177  | 168  | 169  | 169  | 165  |

| 2018 | 2022 | - | - | - | - | - | - | - |
| ---- | ---- | - | - | - | - | - | - | - |
| 168  | 162  | - | - | - | - | - | - | - |

## Économie
La commune fait partie des zones d'appellation d'origine contrôlée (AOC) du madiran, du pacherenc-du-vic-bilh et du béarn.

## Culture locale et patrimoine

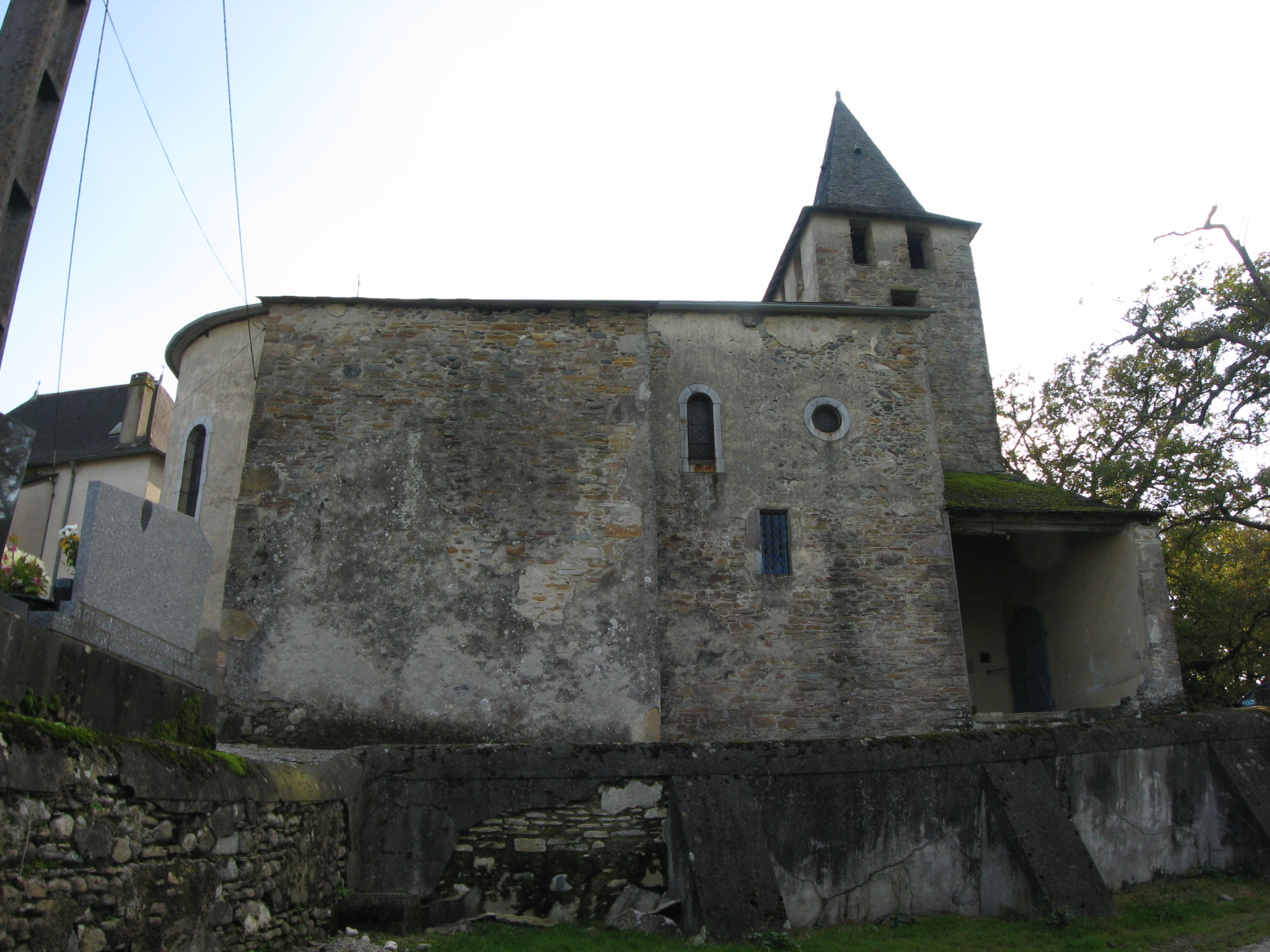
L'église, vue latérale.

La fête communale a lieu le 10 août.
Chaque 3 juillet est célébrée une commémoration de la journée de barbarie perpétrée le 3 juillet 1944 par l'armée nazie, investissant le village, tuant de nombreux civils, incendiant des maisons et exerçant des représailles sanglantes contre les résistants du maquis français.

### Patrimoine civil
Un camp pré ou protohistorique, dit Lous Banitz, est signalé par l'inventaire général du patrimoine culturel.
Un ensemble fortifié dit la Justice ou Moutha, comprenant une motte, une basse-cour et un fossé, provient semble-t-il des XIIe, XIIIe et XIVe siècles.
L'ancienne abbaye laïque de Portet était installée dans la demeure de notable dite château Lavielle. Une autre demeure de notable dite château Quintàa, datant de 1835, est visible au lieu-dit Quintàa.
La ferme dite maison Perret date du début du XIXe siècle, tout comme la maison du lieu-dit Caillou. On peut également voir dans la commune un lavoir datant de 1859.

### Patrimoine religieux
Une partie de l'église Saint-Laurent date du XVIIe siècle (1682). Elle recèle du mobilier, des tableaux, des verrières et des objets inscrits à l'inventaire général du patrimoine culturel.